# Samolus vagans
Samolus vagans, američka vrsta opojana, trajnice iz porodice jaglačevki, koja raste po sjevernom Meksiku i Arizoni. Naraste do 30 cm. Cvate od proljeća do jeseni. Cvjetovi bijeli s pet latica.
Lokalni naziv za nju je Chiricahua Mountain Brookweed.